# 琼考明德森特
琼考明德森特，是匈牙利巴兰尼亚州所辖的一个村。总面积5.53平方公里，总人口182，人口密度32.9人/平方公里（2011年1月1日）。